# Rafael Urdaneta
Pour les articles homonymes, voir Urdaneta.
Rafael José Urdaneta y Farías, né le 24 octobre 1788 à Maracaibo et mort le 23 août 1845 à Paris, est un général et homme d'État vénézuélien impliqué dans de nombreuses guerres d'indépendance en Amérique du Sud et l'un des présidents de la Grande Colombie.
Il est enterré au Panthéon national du Venezuela.